# هانس بيتر وايلد
هانس بيتر وايلد (بالألمانية: Hans-Peter Wild)‏ هو راعي الفنون ألماني، ولد في 16 يونيو 1941 في هايدلبرغ في ألمانيا.